# Selenidera spectabilis
Selenidera spectabilis е вид птица от семейство Туканови (Ramphastidae).

## Разпространение
Видът е разпространен в Еквадор, Колумбия, Коста Рика, Никарагуа, Панама и Хондурас.